# Emile Gumbs
Sir Emile Rudolph Gumbs, Kt (* 15. März 1928 in Basseterre, St. Kitts; † 10. Mai 2018 in The Valley, Anguilla) war ein Politiker aus Anguilla, der zwischen 1977 und 1980 sowie von 1984 bis 1994 Chief Minister von Anguilla war.

## Leben

### Schiffsunternehmer und Beginn der politischen Laufbahn
Emile Rudolph Gumbs, Sohn von Johnson Emile Gumbs und Inez Beatrice Carty Gumbs, kehrte mit seinen Eltern als Kleinkind nach Anguilla zurück und wuchs in North Hill und Sandy Ground auf. Er besuchte die Sister Vera’s School in North Hill sowie anschließend die Grammar Primary School in St. Kitts und kehrte nach Anguilla zurück, nachdem er die Schulausbildung mit Auszeichnung abschloss. Anschließend nahm er eine berufliche Tätigkeit in einer Ölraffinerie der Lago Oil & Transport Company in Aruba auf und danach auf einem Tanker, auf dem er 1948 zum Vertreter der Besatzungsmitglieder gewählt wurde. Nachdem er erneut nach Anguilla zurückgekehrt war, erwarb er 1955 die Handelssloop Venus und betrieb mit dieser eine Handelsroute zwischen Puerto Rico, den Jungferninseln, St. Kitts und Anguilla. 1960 barg er den Schoner Warspite, das zuvor von seinem Großvater Arthur Romney Carty kommandiert wurde und das beim Hurrikan Donna im Herbst 1960 gesunken war. Im Anschluss betrieb er mit der Warspite eine Handelsroute zwischen Anguilla, Trinidad und der Dominikanischen Republik und versorgte auch die Leuchtturmwärter auf der Insel Sombrero. Nach dem Tode seines Onkels Elliot Carty übernahm er dessen Funktion als Manager der Anguilla Road Salt Company.
Im Zuge der Unabhängigkeitsbestrebungen Anguillas, die insbesondere von Ronald Webster geleitet wurden, begann Gumbs im Juli 1967 sein politisches Engagement und war Mitglied eines Friedensausschusses, das die Angelegenheiten von Anguilla bis zur Durchführung von Wahlen leitete. In der Folgezeit bemühte er sich um die Verbesserungen der Beziehungen zum Vereinigten Königreich und führte im August 1967 mehrstündige Verhandlungen für eine Trennung von St. Kitts. Diese führten dazu, dass es nicht zu bewaffneten Kampfhandlungen durch Truppen aus Barbados, Trinidad, Guyana und Jamaika kam. Ein Jahr nach der Trennung von St. Kitts kam es am 30. Juli 1968 zu den ersten allgemeinen Wahlen, bei denen er für den Wahlkreis Road North zum Mitglied des Rates von Anguilla gewählt wurde. Er war zugleich Sekretär dieses Anguilla Council. Er wurde bei den darauf folgenden Wahlen am 24. Juli 1972 wiedergewählt als er nach der von der People’s Progressive Party (PPP) von Ronald Webster gewonnenen Wahl den letzten der sieben Sitze im Parlament gewann.

### Chief Minister von Anguilla

#### Erste Amtszeit 1977 bis 1980
Durch eine neue Verfassung wurde 1976 das Amt des Chefministers (Chief Minister) sowie ein Ministerialsystem eingeführt. Im Anschluss wurde er im Februar 1976 vom ersten Chief Minister Ronald Webster als Minister für öffentliche Arbeiten, Kommunikation und Tourismus in dessen erstes Kabinett berufen. Bei den Wahlen vom 15. März 1976 gewann die PPP abermals sechs der sieben Sitze, während der verbleibende siebte Sitz an den Parteilosen Hubert Hughes fiel. Gumbs selbst wurde als Kandidat der PPP im Wahlkreis District 5: Road North gewählt. Am 1. Februar 1977 musste sich Webster einem von dem parteilosen Abgeordneten Hubert Hughes beantragten Misstrauensvotum stellen. Der Antrag wurde von den Ministerkollegen von Webster unterstützt, so dass die Abstimmung mit fünf Stimmen gegen Webster ausging. Der britische Kommissar (Commissioner) David Le Breton enthielt sich der Stimme, während Webster gegen den Antrag stimmte. Der Kommissar Ihrer Majestät ernannte daraufhin Emile Gumbs zum neuen Chief Minister von Anguilla. Die neu von Webster gegründete Anguilla United Movement (AUM) gewann bei den Wahlen am 28. Mai 1980 sechs der sieben gewählten Sitze in der 12-köpfigen Anguilla Legislative Assembly. Daraufhin wurde er als Chief Minister der Insel wieder eingesetzt. Emile Gumbs wurde im Wahlkreis District 5: Road North wiedergewählt und war damit das einzige Mitglied der Anguilla National Alliance (ANA), das einen Sitz in der Versammlung gewann. Webster war gezwungen, am 22. Juni 1981 Wahlen abzuhalten, nachdem er drei Wochen vor der Wahl und nach weniger als einem Jahr im Amt aus der Anguilla United Movement (AUM) ausgeschlossen worden war.
Am Wahltag bestätigten die Wähler Webster. Er gewann mit seiner neuen Anguilla People’s Party (APP) fünf der sieben Sitze in der gesetzgebenden Versammlung, wobei er selbst wieder im Wahlkreis District 1: Island Harbour wiedergewählt wurde. Die anderen beiden Sitze gingen an die Anguilla National Alliance (ANA) von Emile Gumbs, während die frühere Partei (AUM) von Webster ohne Vertretung blieb.

#### Zweite Amtszeit 1984 bis 1994
Ronald Webster hatte am 9. März 1984 zwei Jahre vor Ablauf der Wahlperiode vorzeitige Neuwahlen anberaumt. Die oppositionelle Anguilla National Alliance (ANA) von Gumbs gewann 53,8 Prozent der Stimmen, gegenüber 41,7 Prozent für die Anguilla People’s Party (APP) von Webster. Die ANA nahm vier Sitze im siebensitzigen House of Assembly ein, während die APP zwei Mandate erhielt. Hubert Hughes kehrte als Parteiloser in das Parlament zurück. Webster selbst verlor seinen Sitz in der Versammlung. Gumbs wurde daraufhin am 12. März 1984 als Chief Minister vereidigt. Die beiden erfolgreichen APP-Kandidaten Nashville Webster und Osbourne Fleming unterstützten die ANA-Regierung. Fleming wurde von Chief Minister Gumbs anschließend zum Minister für Finanzen, Bildung und Gemeindeentwicklung ernannt. Hughes blieb damit das einzige Oppositionsmitglied in dieser Legislaturperiode.
Bei den Wahlen am 27. Februar 1989 wurde die Anguilla National Alliance zur größten Partei und gewann drei der sieben Sitze im House of Assembly. Die Anguilla United Party gewann zwei Sitze und die Anguilla Democratic Party (ADP) gewann einen Sitz. Die Party for Anguilla’s Culturation and Economy (PACE) konnte keinen Sitz gewinnen. Gumbs konnte sich im Wahlkreis District 5: Road North mit 274 Stimmen gegen Edison Baird von der ADP durchsetzen, auf den 202 Stimmen entfielen. Die ANA bildete zusammen mit dem unabhängigen Osbourne Fleming eine neue Regierung, so dass Emile Gumbs weiterhin Chief Minister blieb. Am 1. Januar 1994 wurde er zum Knight Bachelor (Kt) geschlagen und führte seither den Namenszusatz „Sir“. Er verzichtete auf eine erneute Kandidatur bei den Wahlen am 16. März 1994 und trat als Chief Minister zurück, woraufhin Hubert Hughes von der Anguilla United Party (AUP) neuer Chief Minister wurde.
Nach seinem Rücktritt lebte er in Sandy Ground, in dem 1902 von seinem Großvater errichteten Familiensitz, und engagierte sich als Mitglied der Anguilla Archaeological and Historical Society sowie des Anguilla National Trust. Aus seiner 1962 geschlossenen Ehe mit Janice Bradley gingen der Sohn Lawrence Gumbs sowie die Tochter Catherine Gumbs hervor. Nach seinem Tode am 10. Mai 2018 im Alter von 90 Jahren im Princess Alexandra Hospital in The Valley erfolgte am 25. Mai 2018 in der St. Mary’s Anglican Church ein staatlicher Trauergottesdienst und anschließend seine Beisetzung auf dem Friedhof der Bethel Methodist Church in South Hill.